# Kościół św. Jadwigi Śląskiej w Bierdzanach
Kościół św. Jadwigi Śląskiej – zabytkowa, drewniana, rzymskokatolicka świątynia parafialna, znajdująca się we wsi Bierdzany (gmina Turawa). Kościół należy do parafii św. Jadwigi Śląskiej w Bierdzanach. 28 maja 1954 roku, pod numerem 103/54, obiekt został wpisany do rejestru zabytków województwa opolskiego.

## Historia kościoła
Kościół powstał w 1711 roku (datę wyryto na jednym z kamieni podmurówki) na miejscu starszego pod wezwaniem św. Walentego, wzmiankowanego już w 1410 roku. Znajduje się w centrum Bierdzan, otoczony dębami.
Świątynia do 1841 roku stanowiła filię parafii w Bogacicy, obecnie jest kościołem parafialnym. Kilkukrotnie obiekt był remontowany – w 1930 roku wybudowano obecny baniasty hełm wieży, w miejsce dachu namiotowego.

## Architektura
Obiekt został wzniesiony w stylu barokowym, orientowany; jest konstrukcji zrębowej, natomiast wieża o konstrukcji słupowej, z izbicą, nakryta baniastym hełmem. Nad skrzyżowaniem nawy bocznej i głównej umieszczono sześcioboczną wieżyczkę na sygnaturkę.
W kościele zachowały się zabytkowe drzwi ze starymi okuciami oraz dwa dzwony, prawdopodobnie z poprzedniego kościoła z 1503 i 1521 roku.
Prezbiterium jest dość krótkie, zamknięte trójbocznie – znajduje się przy nim zakrystia z tzw. lożą kolatorską (dla fundatorów świątyni) na piętrze. Stropy wewnątrz kościoła są płaskie, jedynie w prezbiterium ze skośnymi zakończeniami.
W barokowym ołtarzu głównym mieści obraz świętej Jadwigi, drugi ołtarz, datowany na 1718 rok i wykonany przez mistrza stolarskiego Kaspra Żołądka znajduje się w północnym ramieniu nawy poprzecznej. Trzeci ołtarz stoi w południowej części transeptu. Na ścianach kościoła wiszą stacje Drogi Krzyżowej z przełomu XVIII i XIX wieku, wykonane w stylu ludowym, a umieszczone w rokokowych ramach.

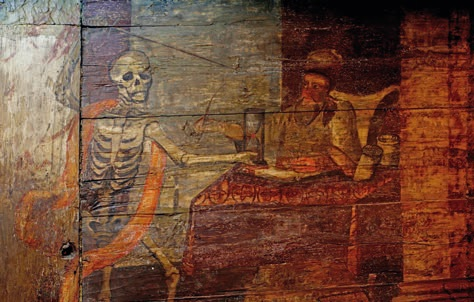
"Śmierć bierdzańska"

W czasie renowacji odkryto i odsłonięto na ścianie przy bocznych drzwiach wejściowych polichromie przedstawiającą tzw. „Śmierć bierdzańską”. Wiąże się z nią przysłowie – „Wyglądasz jak śmierć bierdzańska” – odnotowane przez Józefa Lompę w jego „Nowej księdze przysłów polskich”.